# Santuario nuragico di Santa Vittoria
Il santuario nuragico di Santa Vittoria è un sito archeologico che si trova nel comune di Serri, in Sardegna. Il nome si riferisce alla chiesetta in stile romanico che sorge a pochi metri dal pozzo nuragico, costruita sopra un luogo di culto romano.

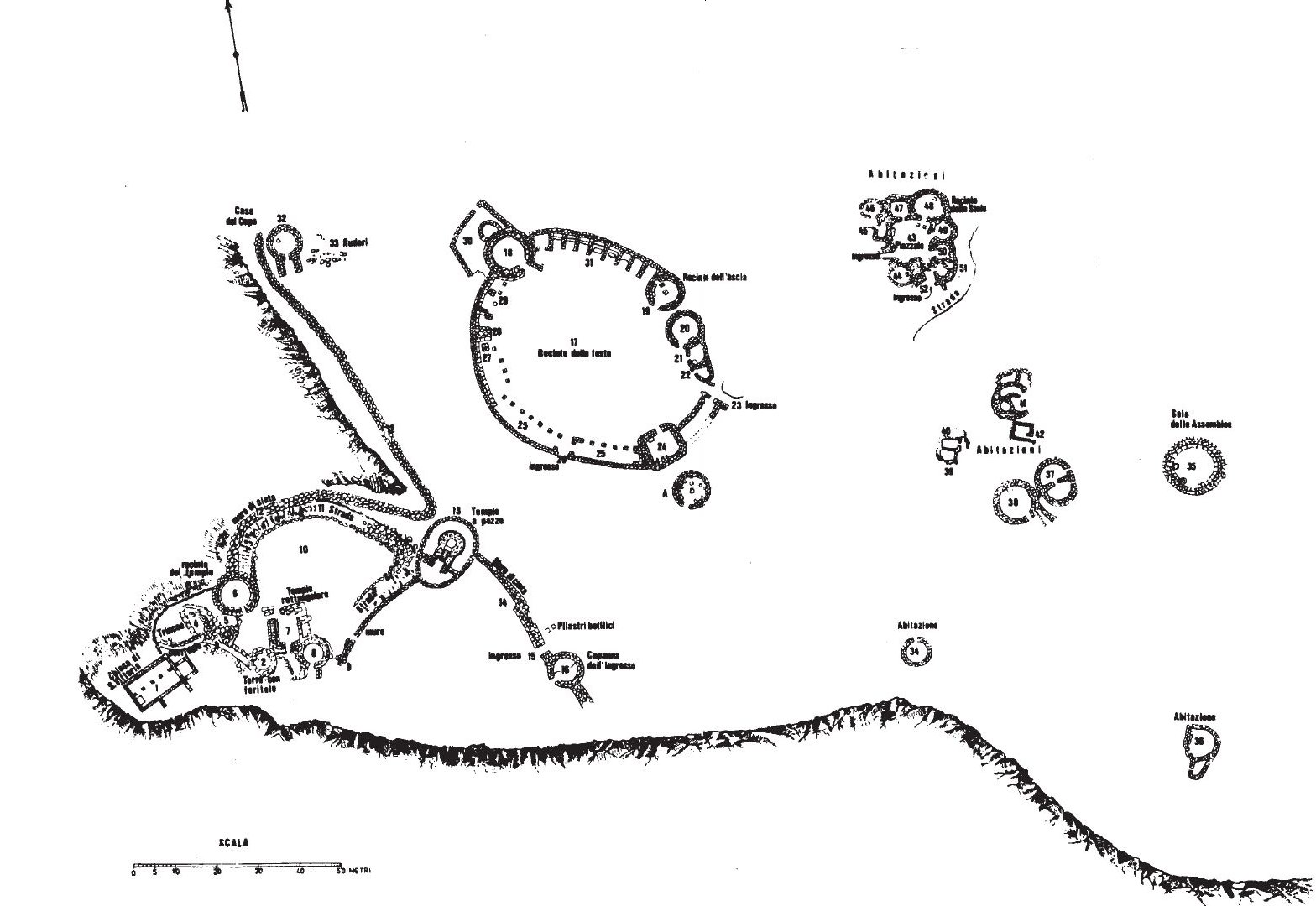
Pianta del sito (Taramelli, 1931)

Il sito di Santa Vittoria è stato frequentato a partire dalla prima fase della civiltà nuragica corrispondente al Bronzo Medio (1600-1300 a.C.) Successivamente, dalla tarda età del Bronzo alla prima età del Ferro (1100-900/800 a. C.), il luogo è divenuto una delle più importanti espressioni della civiltà nuragica e costituisce oggi il complesso nuragico più importante finora messo in luce.
La presenza di un significativo strato di cenere, riscontrato negli scavi, ha fatto dedurre che in epoca romana il sito abbia subito un grave incendio che lo devastò completamente.
Durante le varie campagne di scavi, iniziate nel 1909 da Antonio Taramelli, sono stati ritrovati oggetti come modellini di nuraghi stilizzati, protomi taurine di bronzo e di pietra, armi votive, frammenti di lucerne e numerosi ex voto per la maggior parte in bronzo costituiti da figurine antropomorfe e zoomorfe e modellini di oggetti di uso comune nonché altri importanti reperti che testimoniano i rapporti che i nuragici avevano con etruschi, fenici e ciprioti. Il ritrovamento di oggetti e monete di varie zecche mette in luce la continuità d'uso del sito nei successivi periodi punico, romano, bizantino e medievale.

## Geografia

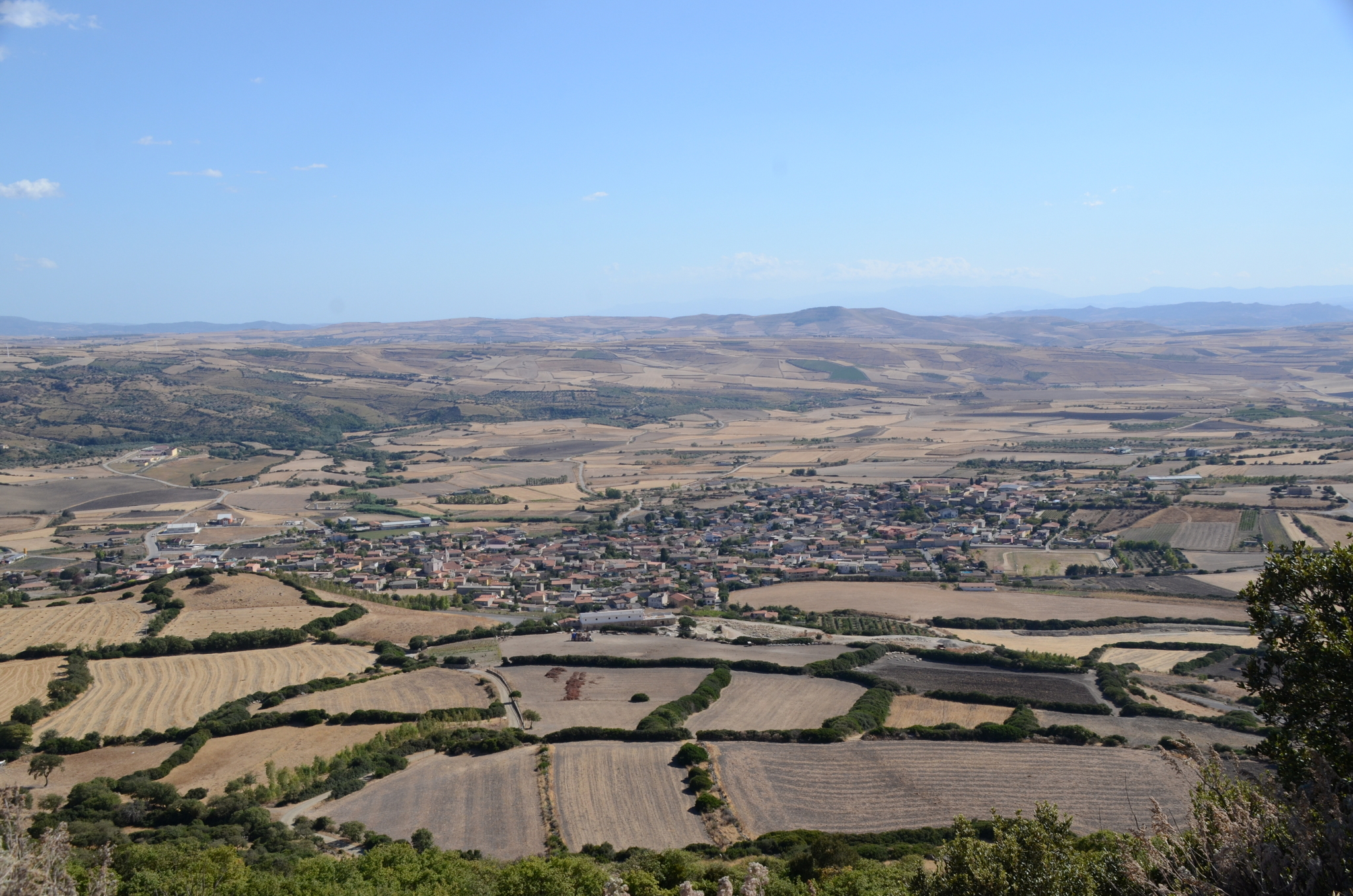
L'ampio panorama dal sito mette in luce la sua posizione strategica a dominio della pianura

La giara di Serri ha un'altitudine di oltre 600 m slm e costituisce un altopiano basaltico, poggiante sui calcari della pianura circostante, difeso naturalmente da dirupi profondi. Il santuario nuragico di Santa Vittoria è posto all'estremità sud ovest della giara stessa, quella più erta e meno accessibile, mentre l'estremità opposta ha un andamento meno ripido. Attorno al santuario fu costruito anche un muro megalitico di sostegno e difesa.

## Descrizione
L'area scavata del sito si estende per circa tre ettari ma, nel suo complesso, si estendeva in origine per circa venti ettari.
Sono individuabili quattro gruppi di edifici costruiti in momenti diversi:
- l’area sacra, nella quale si individuano:
  - il protonuraghe a corridoio risalente al Bronzo Medio (1600-1300 a.C.);[2]
  - il nuraghe a tholos che ha inglobato il preesistente protonuraghe risalente al Bronzo Recente (1300-1100 a.C.);[2]
  - il tempio a pozzo, il vicino tempio ipetrale,[9] la via sacra; i due templi in antis, il primo detto capanna del sacerdote e l'altro, posto più a nord, noto come capanna del capo, tutti edificati nel periodo compreso tra il Bronzo finale e la prima età del Ferro (1100 - 900/800 a.C.);[2][8]
  - la chiesetta di Santa Maria della Vittoria edificata in epoca bizantina;[10]
- il recinto delle feste (o delle riunioni) coevo del tempio a pozzo sul cui perimetro sono posti, rivolti verso l'ampia area interna, un lungo porticato, vani con banchi e sedili, la capanna dei fonditori, il mercato, le tre capanne tra cui quella dell'ascia bipenne, la cucina;[2]
- un gruppo di edifici costituito da abitazioni, tra cui quella del doppio betilo – dal nome del manufatto sacro trovatovi – appartenenti al periodo compreso tra il Bronzo finale e la prima età del Ferro (1100 - 900/800 a.C.);[2]
- un quarto gruppo di edifici, spostato verso oriente, dove si trovano il recinto dei supplizi e la curia, edificati nel periodo compreso tra il Bronzo finale e la prima età del Ferro (1100 - 900/800 a.C.)[2]

Gli edifici, a seconda della pubblicazione, possono assumere nomi diversi che possono trarre in inganno, per esempio il recinto delle feste è chiamato anche recinto delle riunioni e la curia capanna delle riunioni. Pertanto, per indicare in modo univoco gli edifici, si usa il numero che fu loro attribuito dal Taramelli nella sua rappresentazione generale del sito. Tuttavia quando tale pianta fu pubblicata nel 1931, per motivi di formato grafico del volume, venne eliminata un'ampia porzione vuota tra il recinto delle feste ed il gruppo delle abitazioni e la curia. Anche la pianta pubblicata successivamente e quella esposta ai visitatori nel sito archeologico mantengono lo stesso errore. Solo le foto aeree ne danno invece la reale dimensione.

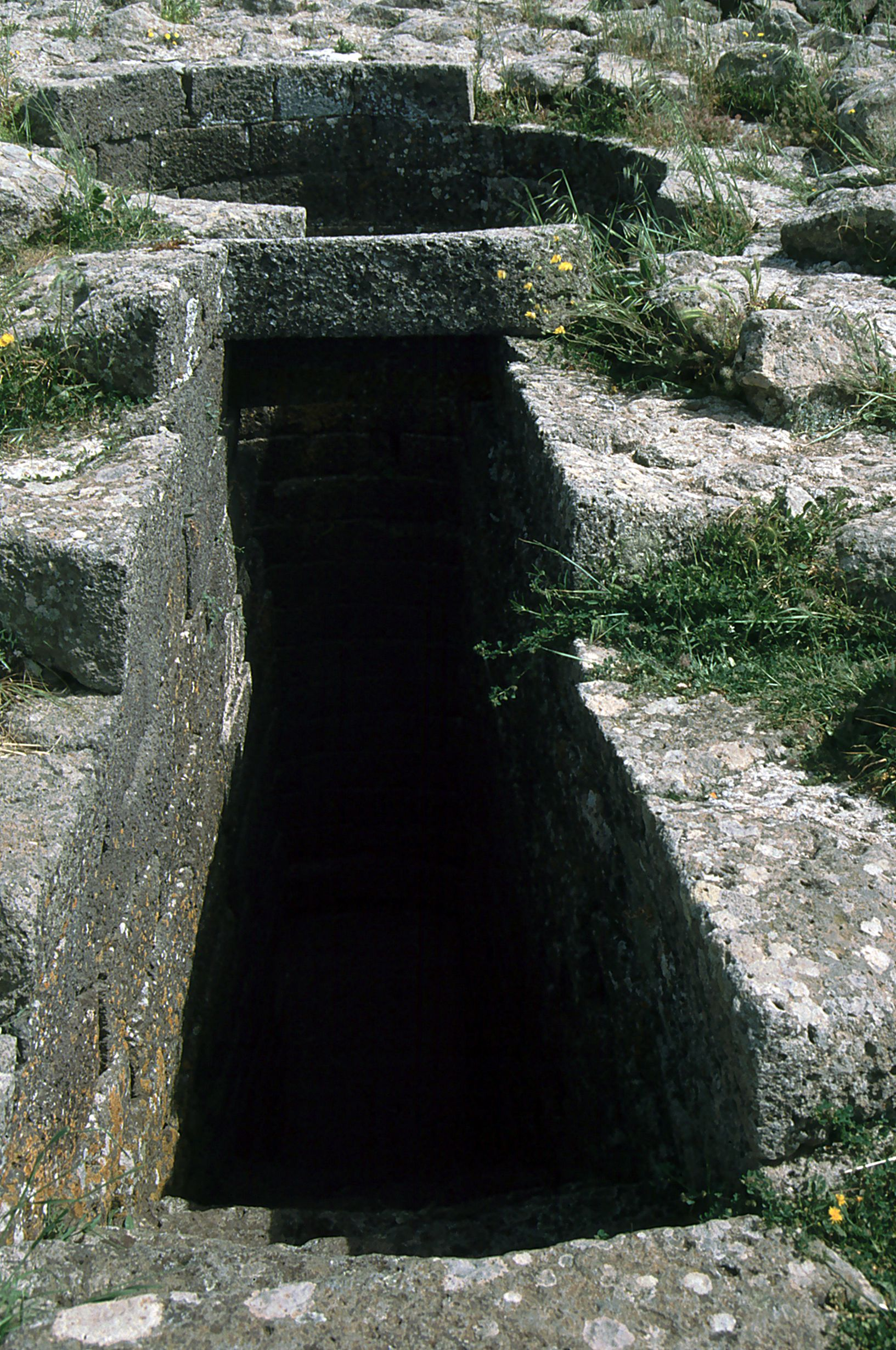
Tempio a pozzo

## Il sito

### Protonuraghe e nuraghe
(Taramelli numero 2 – 4)
In prossimità del margine occidentale del sito, vicino alla chiesetta di Santa Vittoria, si ergono i resti di una torre nuragica costruita con filari di blocchi in basalto, dal diametro esterno di circa 7,5 m e dalle feritoie strombate verso l'interno, databile al Bronzo recente (1300- 1220 a.C.) Da essa parte un corridoio lungo circa 18 m ed alto 1 sostenuto da due ali di blocchi di basalto aggettanti che in origine formavano una copertura. Il corridoio raggiunge il muraglione di margine della giara. Le strutture megalitiche tra corridoio e muraglione sono state attribuite ad un protonuraghe (o pseudo nuraghe) databile al Bronzo medio (1500 – 1330 a.C.). Sulle rovine di questo complesso venne eretta in epoca romana una scalinata di lastre di calcare bianco che conduceva ad un piccolo edificio di forma rettangolare all'esterno e quasi circolare all'interno, costruito in muratura, con pavimento in cocciopesto e copertura in tegole. Taramelli individuò in questo edificio la aedes victoriae o tempio della vittoria in ricordo della vittoria romana sui sardi e della distruzione del santuario nuragico. Sempre secondo Taramelli questa titolazione diede il nome alla chiesetta e poi all'intero sito.

### Tempio a pozzo
(Taramelli numero 13)

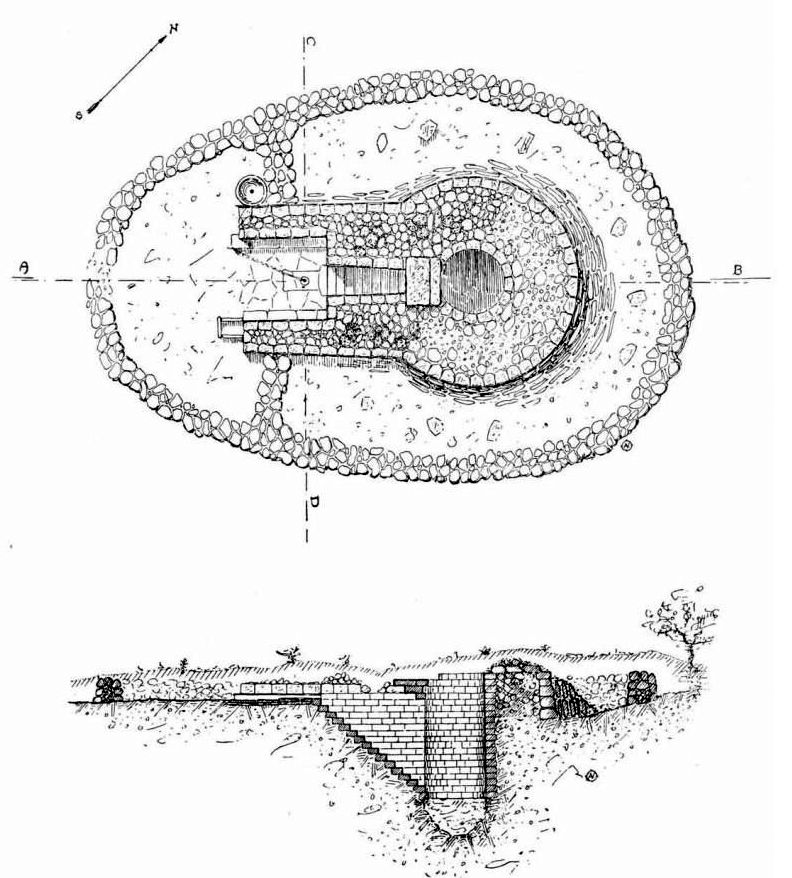
Pianta e sezione del tempio a pozzo - disegno di Taramelli -1914

Il tempio a pozzo è il luogo più importante di tutto il santuario, tale da essere riconosciuto per primo e subito oggetto di scavi. Datato al IX Sec. a.C. dall'archeologo Anati nel 1985, il tempio fu eretto con muratura isodoma, a filari regolari, di blocchi ben squadrati di basalto e calcare che danno un effetto bicolore che colpì anche Taramelli per la sua precisione costruttiva priva di malta. Ha un'altezza residua di circa 3 m sotto il piano di campagna e di circa 1,2 m al di sopra ed è costituito da un pozzo circolare di circa 2 m di diametro. L'acqua sacra si raccoglie in un bacino con fondo arrotondato alla base del pozzo stesso, attraverso appositi fori nel paramento murario che lasciano filtrare l'acqua piovana. Il muro è realizzato con grande regolarità ed è composto da venti filari di pietre di basalto nero molto ben lavorati nella parte a vista e sagomati a cuneo nella parte a contatto con il foro praticato nella roccia per ricavare il pozzo.

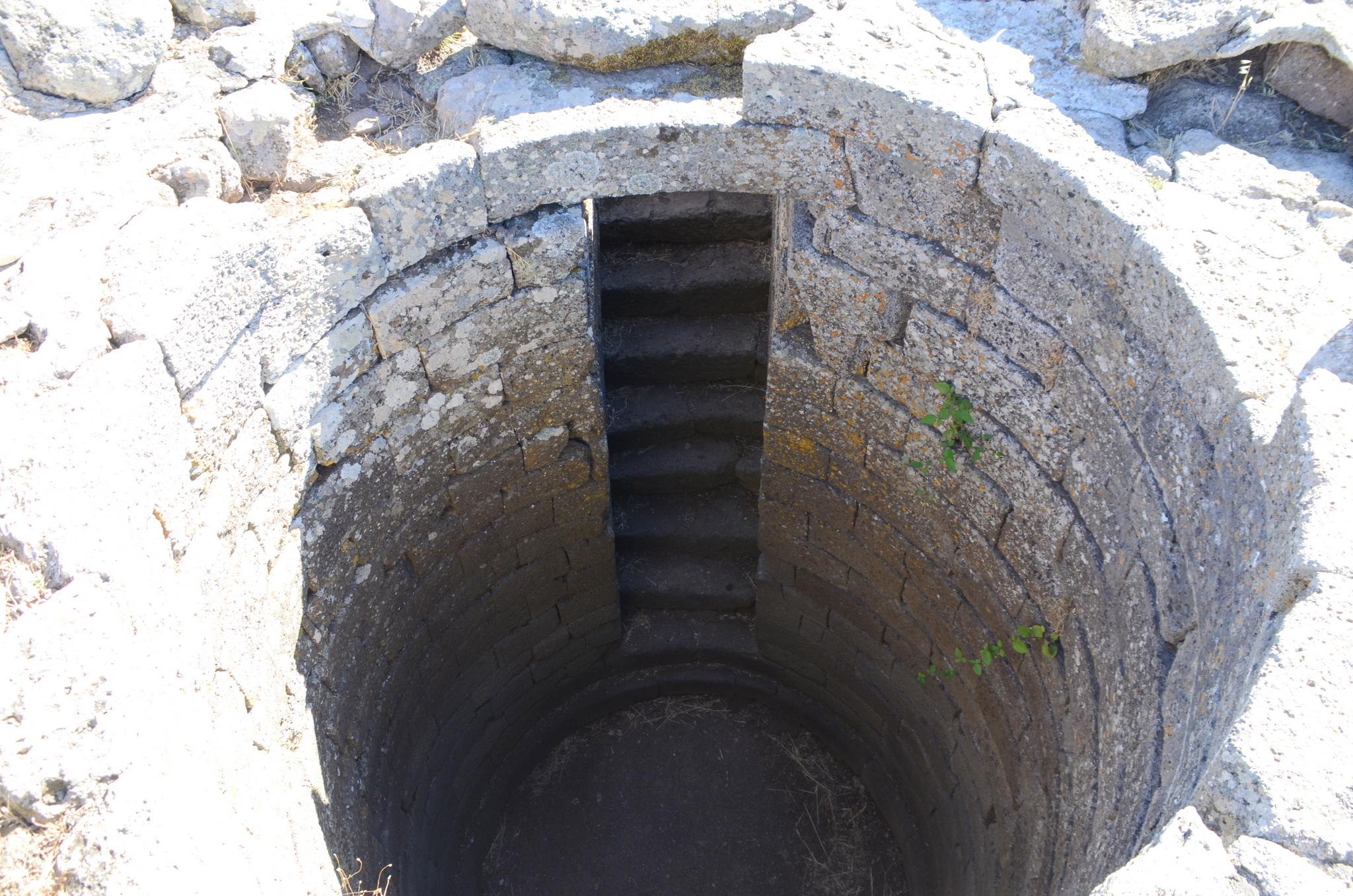
Tempio a pozzo – paramento interno

La scala che discende al bacino è composta da 13 scalini ed ha un passaggio leggermente trapezoidale che si stringe a 50 cm alla base. Il soffitto della scala è gradonato. La conformazione delle rovine fa presumere che il pozzo avesse, come altri pozzi sacri, una volta a tholos in elevazione e che le due ali dell'atrio di accesso dotate di sedili potessero essere coperte con un tetto in pietra a doppio spiovente ed un timpano triangolare, in maniera simile alla nota fonte sacra Su Tempiesu di Orune, della quale è rimasta la facciata addossata alla roccia. Il vestibolo del tempio è di forma pressoché quadrata e contenuto nelle due ali laterali del tempio. La pavimentazione è formata da lastre di calcare bianco proveniente da Isili perfettamente interconnesse senza l'uso di legante,
Vicino alla scala era posto un altare rettangolare con una concavità dotata di foro di scarico, che a sua volta dava su una canaletta trasversale che consentiva il deflusso dei liquidi prodotti dai sacrifici senza farli mescolare con le sacre acque del pozzo.
Il tempio è circondato da un temenos, recinto sacro, di forma ellittica, che aveva la funzione, come in altri templi, di separare il tempio dal resto del sito. Il recinto è realizzato in opera megalitica e cioè con pietre sbozzate, invece che perfettamente squadrate come sono quelle del pozzo.
La pratica dell'ordalia e della cura delle infermità (sanatio) nelle fonti d'acqua della Sardegna, confermata dalla presenza di molti ex voto, è menzionata da Gaio Giulio Solino il quale, nel III Sec. d.C., riferisce che «Sorgenti, calde e salubri e pozzi in molti luoghi offrono una cura per le ossa rotte e per dissipare il veleno iniettato dai solifugi e anche per curare le malattie degli occhi. Ma ciò che cura gli occhi è anche potente per scoprire i ladri. Perché chiunque nega un furto con un giuramento, e si lava gli occhi con queste acque, se non è spergiuro, vede più chiaramente, ma se nega falsamente la perfidia, il suo crimine viene rivelato dalla cecità e prigioniero dei suoi occhi, è spinto a confessare.»

### Tempio ipetrale
(Taramelli numero 7)

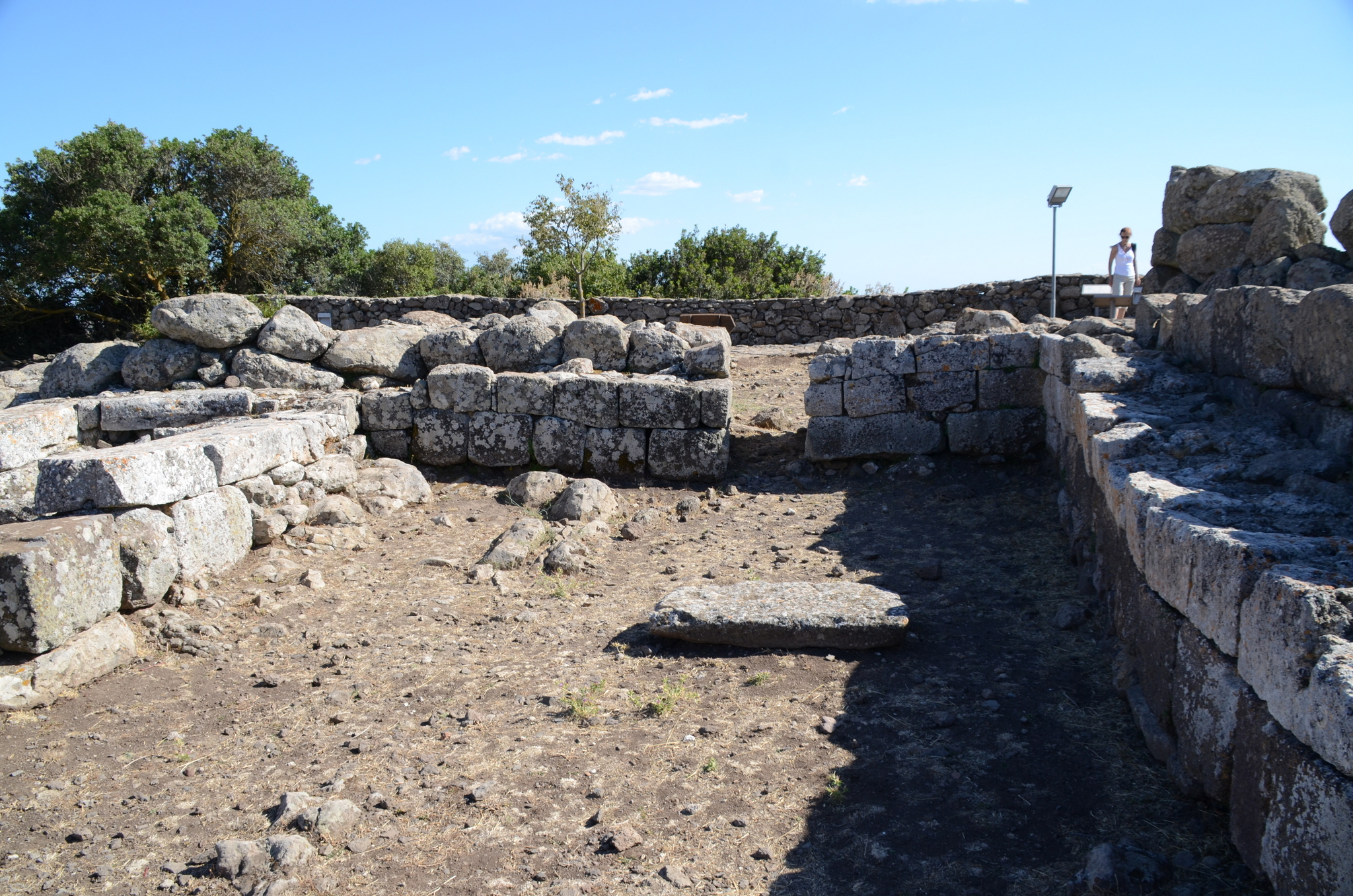
Tempio ipetrale

È un edificio di forma rettangolare (5,80 m x 4,80 m) orientato N-S con struttura in blocchi di basalto appena squadrati in muratura isodoma e probabile accesso da sud. Lo spessore dei muri è compreso tra 1,60 e 2 m. Fu scavato nel 1919-20. Potrebbe essere stato un bacino per immersioni rituali nell'acqua che tracimava dal vicino tempio a pozzo e vi confluiva tramite ina canaletta erroneamente eliminata durante gli scavi. L'opera si presenta molto danneggiata perché le sue pietre furono in buona parte usate per l'edificazione ed il restauro della vicina chiesa di Santa Vittoria durante il medioevo e successivamente. Il fatto che questo edificio fosse un tempio troverebbe riscontro nella presenza di due altari, il primo più ampio (3,40 x 1,50 m) che poteva essere usato per sacrifici di animali di grossa taglia, mentre il secondo, più piccolo, sarebbe stato dedicato ai sacrifici di animali di taglia più modesta. Accanto all'altare più piccolo vi è un vano rettangolare forse usato per la conservazione degli ex voto. All'interno del tempio furono rinvenuti numerosi manufatti di bronzo e d'argento tra i quali bronzetti nuragici, figurine di animali e frammenti di un carro a due ruote del IX-VIII Sec. a.C.
Tra i bronzetti figurati merita attenzione il capo villaggio (oggi conservato al Museo archeologico nazionale di Cagliari) che rappresenta una figura maschile con la mano sinistra alzata in segno di saluto ed un lungo bastone con pomello nella destra. Il volto presenta un naso allungato e folte sopracciglia. Indossa un copricapo a calotta, un mantello che gli avvolge alle spalle e una tunica con scollo a V, davanti al quale pende un pugnale ad elsa gammata.

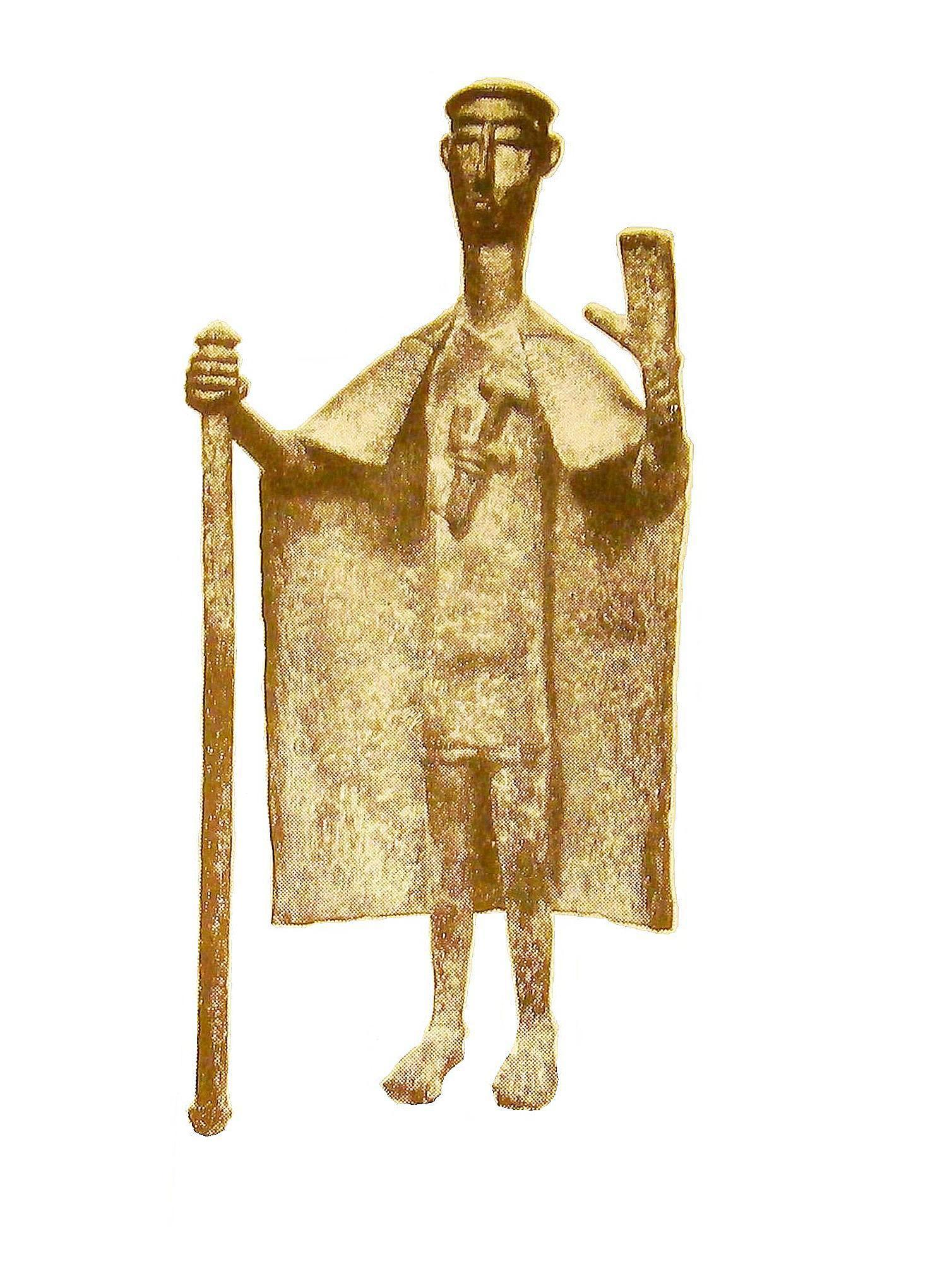
Capo villaggio - Museo archeologico nazionale di Cagliari

Qui vennero anche ritrovati i probabili resti di una collana etrusca costituita da elementi d’ambra a contorno rettangolare e sezione ovale, decorati da costolature trasversali ascrivibile al Bronzo Finale, attorno al principio del IX Sec. a.C. Etruschi erano anche il disco a doppia lamina d’argento ornata da borchie che fu un coperchio di pisside o una riproduzione di scudo in miniatura attribuito al periodo 700- 675 a.C. ed i vasi in lamina di bronzo ridotti a frammenti dall'incendio che devastò il sito in epoca romana.

### Via sacra
Con una lunghezza di circa 50 m unisce il tempio a pozzo con il tempio ipetrale. Al fine di ottenere un percorso piano è realizzata in parte livellando il fondo basaltico dell'altopiano ed in parte lastricata con basoli posti su un terrapieno. Ha una larghezza compresa tra 3 e 4 m.

### Tempio in antis detto capanna del sacerdote
(Taramelli numero 8) 
Posta immediatamente a sud del tempio ipetrale, è una costruzione circolare con un diametro esterno di circa 8 m e muro in blocchi di basalto. In origine aveva un tetto di forma conica sorretto da travi in legno e coperto di paglia. La costruzione ha un accesso da sud preceduto da un atrio rettangolare (da cui la denominazione in antis) dotato di un sedile sulla sola ala ovest. Gli scavi hanno portato alla luce un particolare bronzetto che rappresenta un mutilato che offre la sua gruccia e che è stato interpretato come un ex voto.

### Gruppo del tempio in antis detto capanna del capo
(Taramelli numeri 32 e 33) 

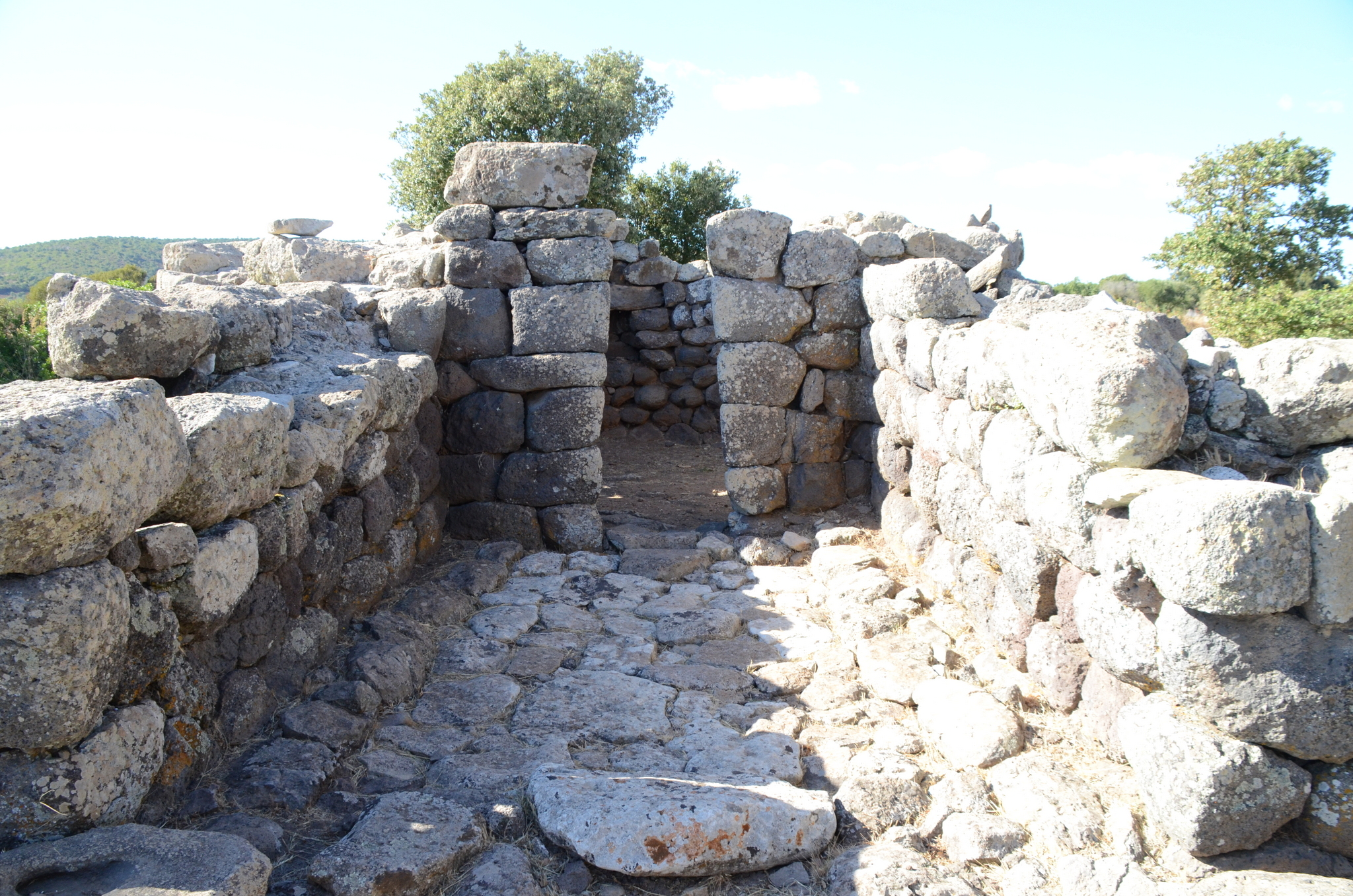
Tempio in antis capanna del capo - vestibolo

Rispetto al pozzo sacro questo gruppo si trova a nord ed in posizione un po' più elevata. È costituito da tre capanne e dal tempio vero e proprio. Le capanne sono tra loro interconnesse sono disposte a sud est del tempio. Due di esse sono di forma circolare mentre la terza, ricavata tra le due precedenti, ha una forma all'incirca quadrangolare.
Il tempio, come la precedente capanna del sacerdote, è costituito da una struttura circolare – con un diametro esterno di circa 8,5 m ed una altezza attuale di circa 3 m – preceduta, verso sud, da un atrio rettangolare, con un sedile su ogni ala, posto davanti all'ingresso strombato della camera circolare. Quest'ultima aveva pavimento in argilla battuta, una copertura a tholos e 5 nicchie nella muratura. L'atrio, con pavimento selciato, aveva probabilmente un tetto a due spioventi. Gli scavi hanno evidenziato una notevole presenza in epoca romana e precedenti ceramiche nuragiche, frammenti bronzei di spade, di anellini, di un braccialetto e di figurine.

### Recinto delle feste
(Taramelli numero 17)

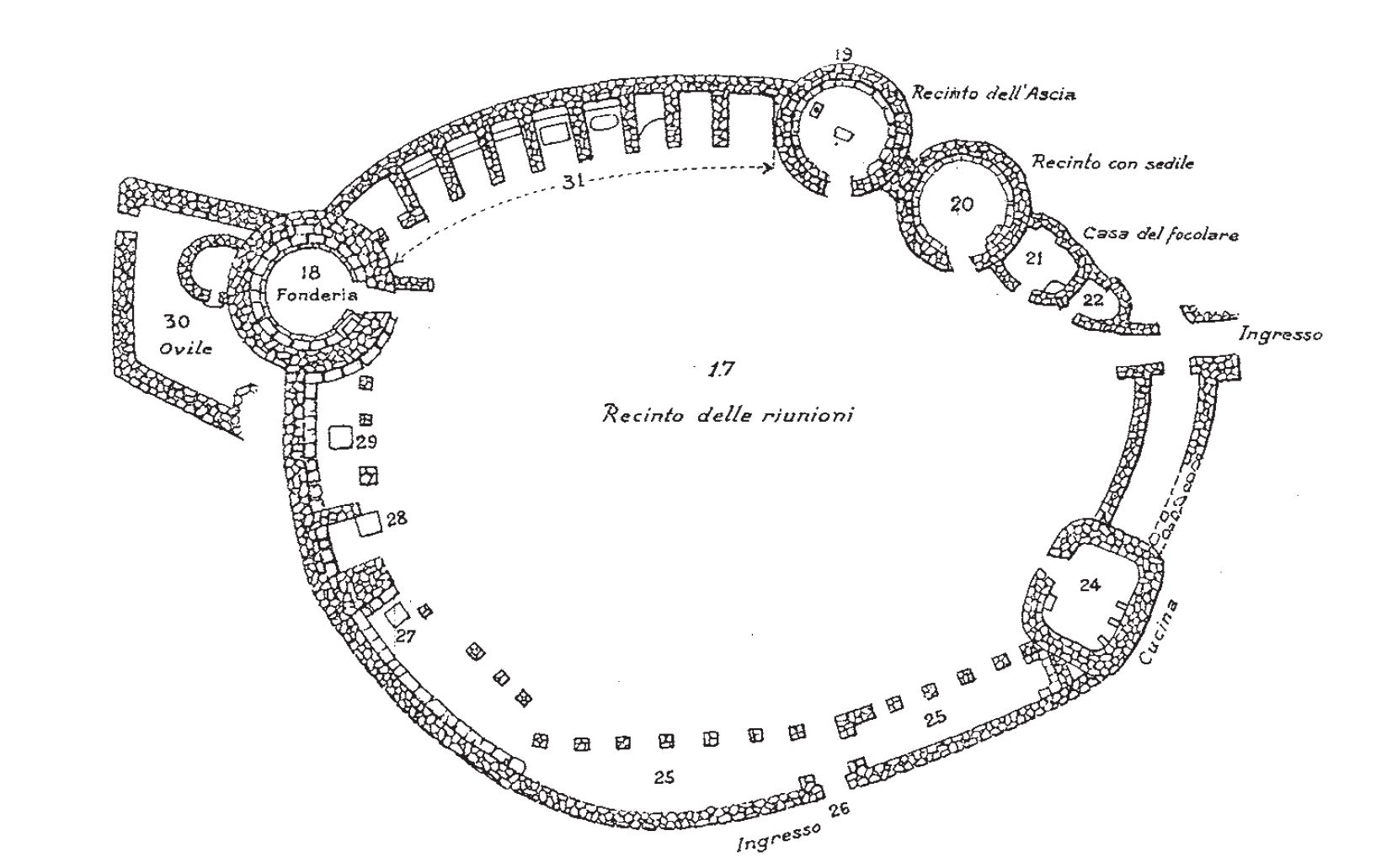
Pianta del recinto delle feste (Taramelli, 1931)

Il recinto delle feste, che Taramelli aveva denominato recinto delle riunioni, ha pianta ellittica ed è affacciato su un'ampia piazza di circa 40 x 50 m sulla quale si affacciano i vari ambienti: porticato, mercato capanne, cucina. Si suppone che questa struttura fosse il luogo dove i pellegrini festeggiavano la divinità locale, con festeggiamenti che richiamavano le genti vicine e avevano luogo per alcuni giorni. Si suppone inoltre che qui si riunissero in assemblee federali i clan più potenti delle popolazioni nuragiche abitanti la Sardegna centrale, per consacrare alleanze o per decidere guerre. Le strutture comuni erano organizzate in modo da far convivere la festa religiosa e quella civile, il mercato con l'assemblea politica.
Giovanni Lilliu ipotizzò che il recinto delle feste fosse il predecessore di uno di quei complessi chiamati in lingua sarda muristenes o cumbessias predisposto per ospitare i pellegrini ed i fedeli convenuti per le festività nel santuario nuragico. Tuttavia l'ipotesi di una continuità nell'uso dei muristenes dal periodo nuragico fino ai nostri giorni non ha ancora trovato sostegno: l'uso sardo di realizzare luoghi di accoglienza dei pellegrini attorno alle chiese campestri sarebbe infatti di origine bizantina o legata al monachesimo benedettino, anche se i muristenes sono documentati solo a partire dal XVII secolo. Potrebbe in alternativa essere un'usanza legata al periodo della Controriforma e simile alla romería spagnola, cioè quel pellegrinaggio nel corso del quale si svolgevano anche mercati e feste popolari.
Il recinto dispone di due accessi, il principale a sud-ovest ed il secondario a sud-est. Entrando dall'ingresso principale in senso orario si incontrano il porticato orientale, la fonderia, il mercato, le capanne, mentre oltre l'ingresso secondario a sud si trova la cucina, seguita dal porticato occidentale.

#### Porticato
(Taramelli numero 25, 27, 29)

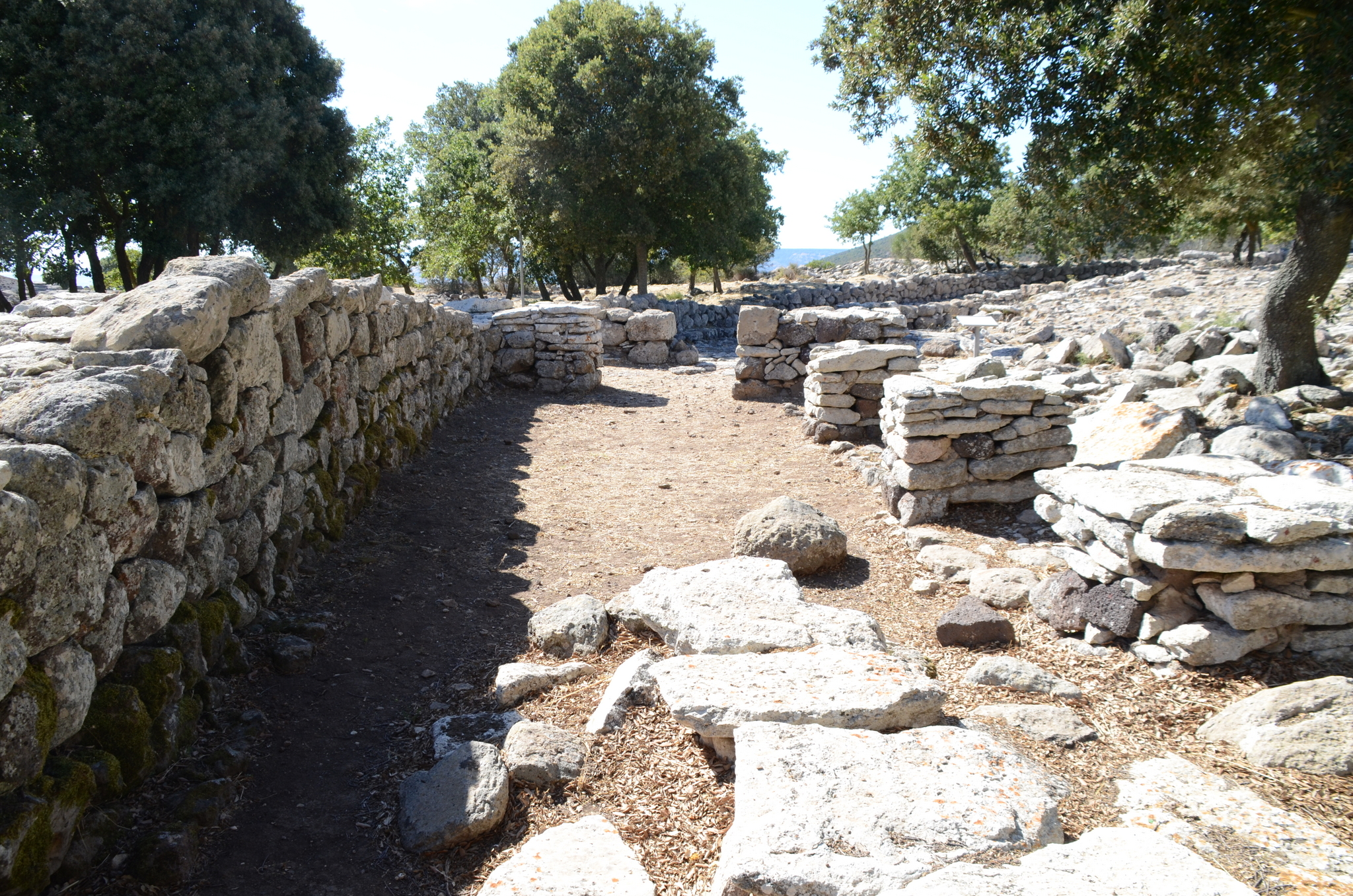
Recinto delle feste - porticato

È diviso in due parti, quella occidentale (numero 25, a destra dell'ingresso per chi entra) di circa 16 x 4 m e quella orientale (numeri 27 e 29) di lunghezza circa doppia. È formato dal muro perimetrale del recinto con nicchie a sedile e da pilastri, sul lato interno, che sostenevano un architrave in legno sopra il quale poggiava la copertura ad una falda in lastre di calcare a struttura lignea. La pavimentazione è di lastre calcaree laddove non è presente quella naturale della roccia sottostante. Durante gli scavi, sotto lo strato composto dai detriti della copertura vennero ritrovati i resti dei pasti consumati dai pellegrini che si riunivano nel recinto formati da «grande quantità di ossa di animali, per lo più di bove, di pecora e di porco», oltre a utensili di uso domestico.

#### Capanna dei fonditori
(Taramelli numero 18) 
È un edificio monovano di circa 7 m di diametro interno a struttura isodoma di basalto. Lo scavo ha evidenziato la presenza di resti di lastre di pietra che presumibilmente costituivano la copertura del tetto con struttura a travi in legno. Un sedile o bancone corre tutto intorno al perimetro interno. Sono state rinvenute scorie di fusione di rame e piombo e strati di cenere che hanno fatto presumere a Taramelli si trattasse di una fonderia per la produzione di armi ed oggetti votivi. Lilliu ne dà una lettura diversa ipotizzando che potesse essere un ambiente destinato ad ospitare persone importanti dei clan locali.
All'esterno della capanna dei fonditori, fuori dal recinto delle feste, si trova una struttura di pietre di fabbrica meno curata che poteva essere un recinto per gli animali, come un ovile.

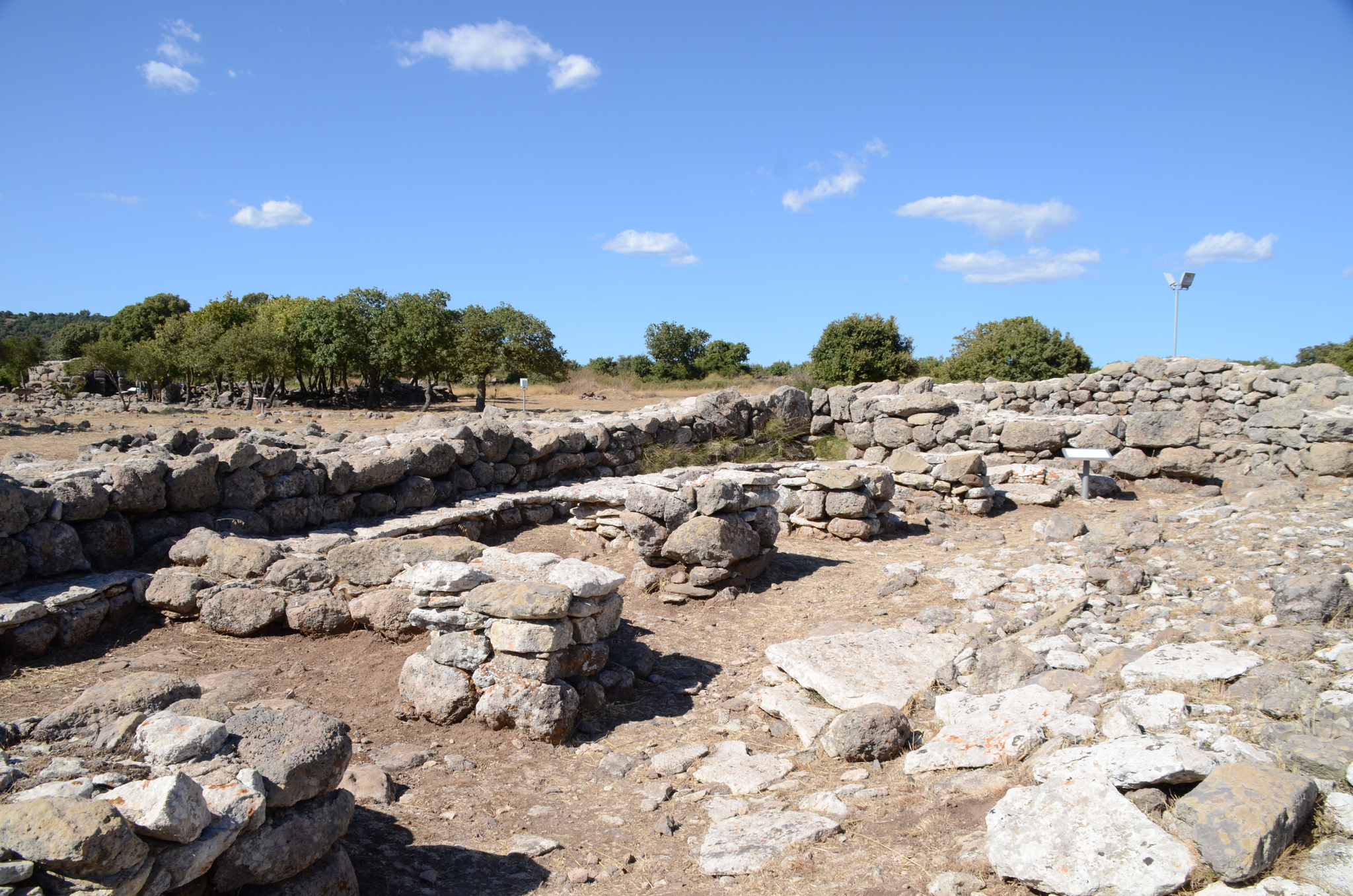
Recinto delle feste - il mercato

#### Mercato
(Taramelli numero 31) 
È costituito da una serie nove celle a pianta rettangolare chiuse dal muro esterno del recinto e da muri trasversali. Ogni cella dispone sui tre lati di un sedile ed è aperta verso la piazza. L'insieme era dotato di copertura come il portico. Sono presenti in due celle lastre che costituivano il bancone per l'esposizione della merce.

#### Tre capanne
(Taramelli numero 19, 20, 21) 
A sud-ovest del mercato si trovano tre capanne, due a pianta circolare e la terza a pianta rettangolare. Particolare attenzione merita quella più a nord che è detta capanna dell'ascia bipenne (Taramelli 19). Ha ingresso a sud, verso la piazza, un diametro di circa 6,5 m ed un muro perimetrale di basalto spesso circa 1,3 m. La copertura era in lastre di calcare sorrette da una struttura lignea radiale. Lungo tutto il perimetro interno si trova un gradino in pietra che funge da sedile. Il pavimento è lastricato con elementi di calcare e basalto. All'interno si trova un basamento di altare sopra il quale era posta una calotta semisferica in calcare ai cui piedi venne rinvenuta un'ascia bipenne in bronzo di 27 cm di lunghezza. Secondo Taramelli tale ascia poteva costituire un elemento sacro cui sacrificare animali, le cui ossa furono rinvenute in loco (bovini, suini, selvaggina e conchiglie di molluschi). Sempre nella capanna venne ritrovata una moneta punica della zecca di Sicilia che attesta la continuità d'uso della capanna almeno fino alla data del conio nel IV Sec. a. C.
Sotto la pavimentazione ne venne ritrovata un'altra, sempre in calcare, più antica. Nello strato tra le due pavimentazioni furono rinvenuti manufatti nuragici tra i quali un modellino di bipenne che attesterebbe l'origine del rito dell'ascia al periodo nuragico attorno al VII Sec. a.C.

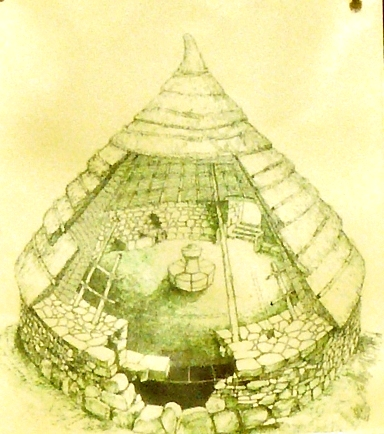
Capanna nuragica

#### Cucina
(Taramelli numero 24) 
È costituita da un ampio ambiente quasi quadrato di circa 6,5 m di lato con grande ingresso posto verso nord ed accesso alla piazza centrale. Come altre capanne del recinto si suppone avesse una copertura di lastre in calcare sorretta da una struttura lignea. La parete opposta alla porta dispone di una grande nicchia preceduta da tre blocchi di basalto che avrebbero costituito gli alari della cucina. Gli scavi infatti hanno riscontrato grandi avanzi di ceneri e di ossa di animali domestici. Vicino alla porta si trovava un bancone costituito da due lastre in pietra che poteva essere servito per porzionare gli arrosti.

### Recinto dei supplizi
(Taramelli numero 41) 
È un insieme di edifici composto da un'ampia fabbrica quasi circolare suddivisa in tre vani di cui uno a sua volta circolare a cui si addossano altri due vani esterni. Aveva probabilmente una copertura in travi di legno e paglia. Il vano circolare più interno è il più curato e dispone di una muratura in blocchi di basalto ed un ingresso con due stipiti sempre in basalto.
Taramelli denominò questo complesso recinto dei supplizi, ipotizzando che qui venissero eseguite le condanne sancite dal tribunale riunito nella vicina curia. L'interpretazione contemporanea è quella di una importante abitazione che subì nel tempo uno sviluppo dall'interno verso l'esterno.

### Gruppi di abitazioni
(Taramelli numeri da 43 a 52)

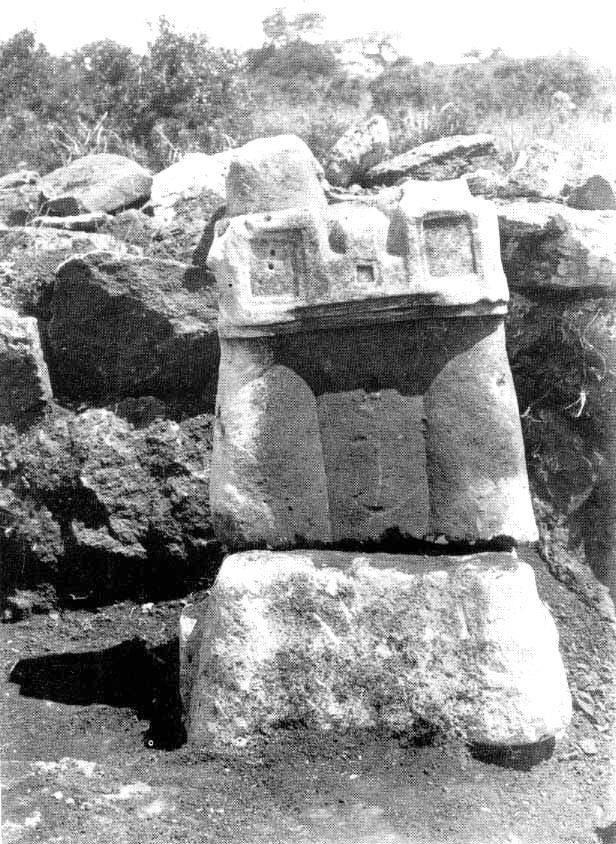
Doppio betilo – modellino di nuraghe

Sono situati ad est del recinto delle feste. Il primo gruppo, più a nord è costituito da un piazzale attorno al quale si sviluppano varie capanne. Tra esse la più significativa è quella detta recinto della stele o capanna del doppio betilo, composta da un vano quasi circolare di circa 6 m di diametro al cui ingresso sono poste due lastre di calcare. Il pavimento è in parte ricoperto in lastre di calcare dove il fondo basaltico naturale non affiora direttamente. Un basamento sul fondo della capanna sosteneva un doppio betilo (ora conservato al Museo archeologico nazionale di Cagliari) che dà il nome all'edificio. Consiste in un cippo di calcare, alto circa un metro, composto da due piccole colonne unite da una fascia a rilievo che rappresentava un modello di nuraghe usato come altare. Il secondo gruppo contiene due capanne circolari vicine e collegate da un muro di spina.

### Curia
(Taramelli numero 35)

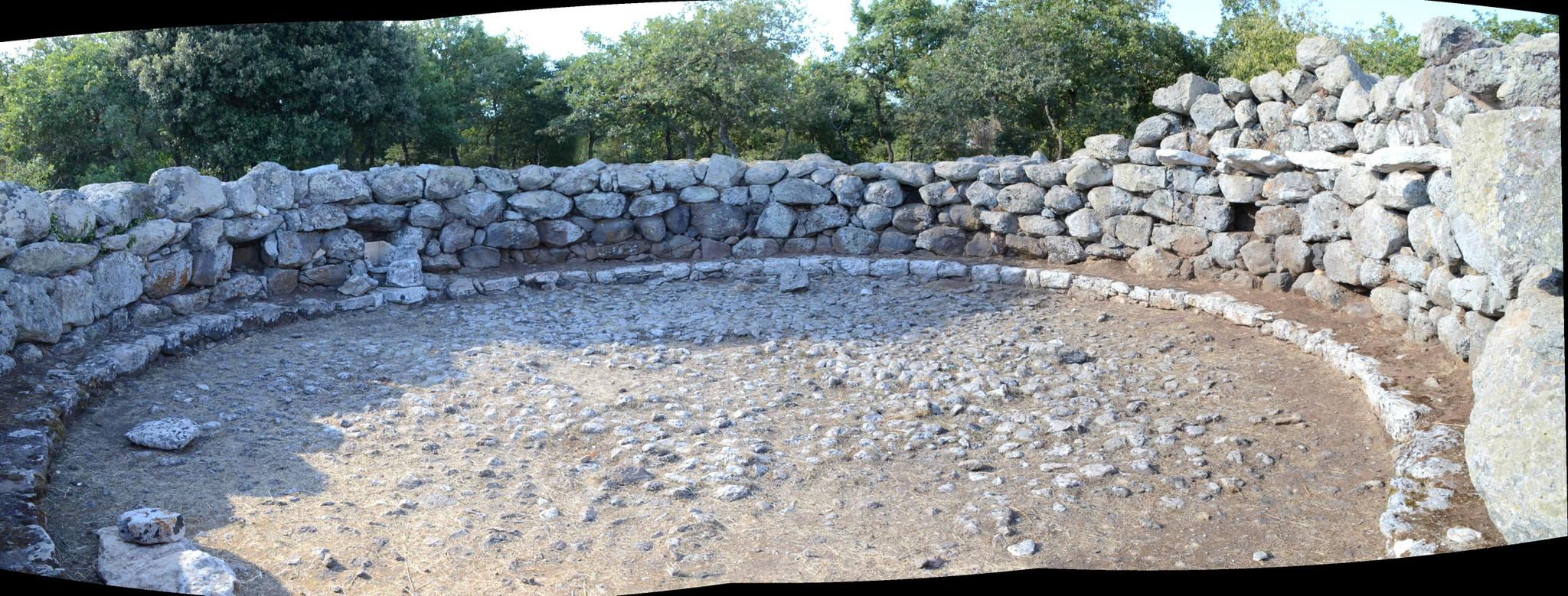
Capanna delle riunioni federali o curia

È l'edificio più lontano dall'area sacra e fu tra i primi ad essere rinvenuti dal Taramelli nella prima campagna di scavi (1909-1910). Ha pianta circolare con un diametro esterno di 14 m ed un diametro interno di circa 11 m. È costruito con filari di blocchi di basalto ed è dotato di un accesso rivolto a SE con soglia in pietra. La pavimentazione è un acciottolato che era originariamente ricoperto di uno strato di argilla nera battuta. Lungo tutto il perimetro interno corre un sedile realizzato in blocchi di calcare alto circa 35 cm che poteva contenere circa 50 persone. A circa 3 m d'altezza correva una mensola in lastre di calcare bianco di cui resta in sito solo un piccolo numero in quanto la maggior parte di esse fu utilizzata per la costruzione di tombe di epoca romana. La parete interna è dotata di cinque nicchie che avrebbero contenuto oggetti di uso rituale. In corrispondenza di una di esse il sedile è interrotto per ospitare una vaschetta litica, probabilmente usata per contenere le ceneri dei sacrifici, davanti alla quale si trovava un betilo di calcare alto circa mezzo metro e di forma troncoconica, poggiante su base rettangolare. A lato della porta fu inoltre rinvenuto un bacile di trachite.
Gli scavi hanno messo in luce figurine di animali in bronzo che avrebbero rappresentato gli animali realmente sacrificati e frammenti di modellini di navi con la prua a corna di toro. Vennero anche rinvenuti oggetti di uso comune: un pugnale, una lima, spilloni e soprattutto vasi in lamina di bronzo di origine etrusca ed il torciere cipriota cilindrico decorato con tre corolle di fiore (oggi conservato al Museo archeologico nazionale di Cagliari) risalente alla fine del Sec. VII – prima metà del Sec. VII a.C. Infine vennero rinvenute monete di zecca siciliana (IV Sec. a.C.) e sarda (circa 240 a.C.)

### Chiesa di Santa Maria della Vittoria
Nel punto più occidentale del complesso nuragico sorge la chiesetta di Santa Maria della Vittoria che dà il nome all'intero sito. La chiesa primordiale venne eretta molto probabilmente in periodo bizantino durante l'occupazione militare della Sardegna. È probabile che tra l'VIII ed il IX Sec. d.C la chiesa venisse ricostruita, forse per mano dei monaci benedettini vittorini di San Vittore di Marsiglia. Si presenta in stile romanico con una pianta originariamente ad una navata, cui ne venne successivamente aggiunta un'altra, quasi completamente distrutta e ricostruita in anni recenti. È ancora oggi luogo di culto locale. A lato della chiesa sono i resti di un antico cimitero. La festa di Santa Vittoria ricorre l'11 settembre, giorno legato al rinnovo dei contratti agrari e pastorali nel quale si tiene una processione fino alla chiesetta.

## Scavi

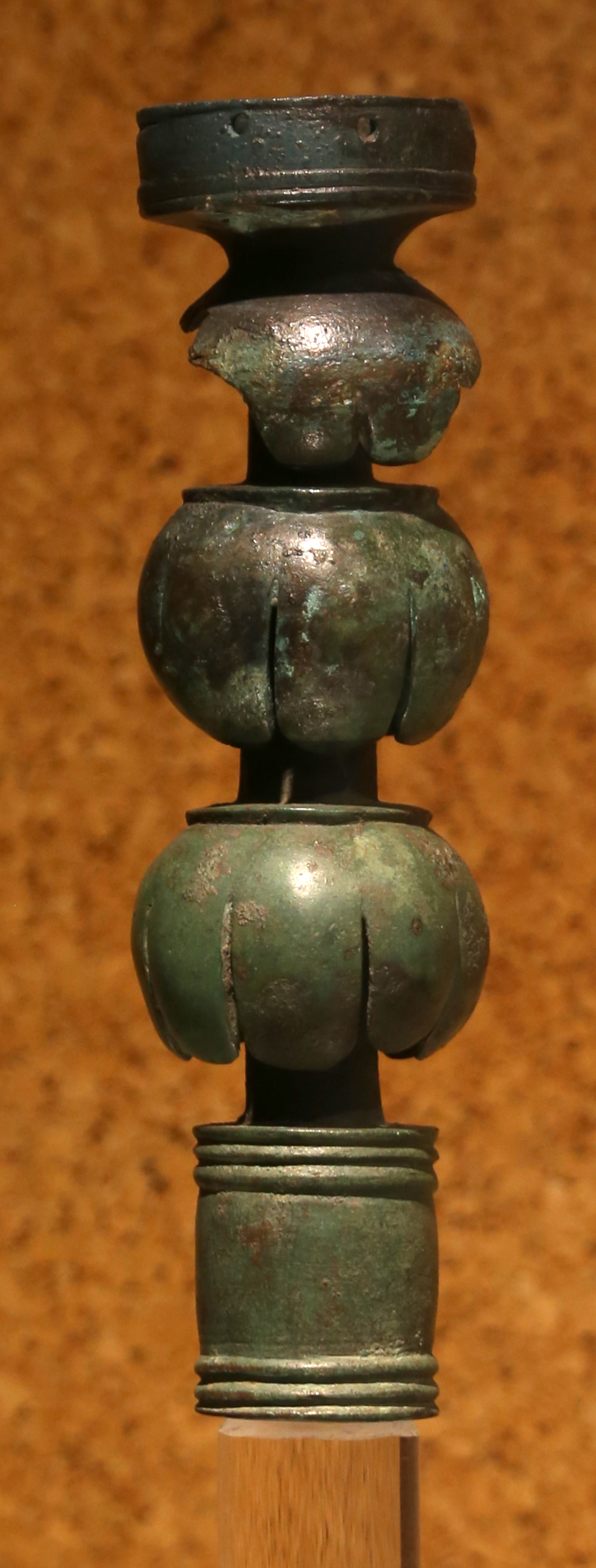
Torciere di origine cipriota – Museo archeologico nazionale di Cagliari

Il sito di Santa Vittoria fu sconosciuto fino all'inizio del ventesimo secolo quando il medico condotto di Gergei, il dott. Marogna, amico dell'archeologo Antonio Taramelli, direttore del museo di Cagliari e degli scavi di antichità della Sardegna, gli indicò il sito di Santa Vittoria come degno di interesse.
La prima campagna di scavi fu condotta nel 1909-1910 dallo stesso Taramelli con la collaborazione dell'archeologo cagliaritano Filippo Nissardi e dell'ispettore del Museo preistorico ed etnografico di Roma Raffaele Pettazzoni. I primi edifici messi in luce furono la cinta muraria, il tempio a pozzo e la capanna delle riunioni (o curia). La campagna del 1919 – 1921 recuperò significativi bronzi votivi. Nelle campagne tra il 1922 ed il 1929 furono scoperti il tempio in antis detto capanna del capo ed il recinto delle feste, oltre ad altri edifici.
Taramelli iniziò le pubblicazioni di Santa Vittoria nel 1914 e le concluse con i due tomi del 1931 pubblicati dall’Accademia dei Lincei.
Fu durante la sua prima campagna di scavi che Taramelli individuò l'edificio romano che denominò aedes victoriae da cui prese il nome la chiesetta e da essa il sito. Tale cella fu tuttavia demolita dal Taramelli stesso come da questi documentato nel 1931 per completare l'esposizione del sottostante strato nuragico.
Nel 1963 Ercole Contu della Soprintendenza alle Antichità di Sassari e Nuoro restaurò il recinto delle feste ed il tempio ipetrale. In tale occasione vennero recuperati importanti reperti ceramici nuragici e di resti dei pasti consumati nel recinto stesso (cinghiale).
Scavi recenti sono stati condotti nel 1990, nel 2002 e 2006 a cura della Sovrintendenza, nel 2011 e nel 2015 da Maria Gabriella Puddu. Dal 1º ottobre 2019 la Soprintendenza Archeologia, belle arti e paesaggio di Cagliari ha iniziato una nuova campagna di scavi con lavori di consolidamento e restauro.
Durante le varie campagne di scavi sono stati ritrovati importanti oggetti che hanno dato conferma dei rapporti che i nuragici avevano con etruschi, fenici e ciprioti. Vale la pena menzionare una fibula ad arco di violino in bronzo foliato, un disco a doppia lamina d’argento, collane composte da elementi d’ambra e di pasta vitrea, vasi in lamina di bronzo di origine etrusca ed in particolare il torciere cilindrico decorato da tre corolle floreali di origine fenicia proveniente da Cipro databile tra la fine dell’VIII - prima metà del VII sec. a.C. Torciere e vasi bronzei sono stati recuperati nella cosiddetta curia. Altri oggetti, come monete di varie zecche, hanno sostanziato la continuità d'uso del sito nei successivi periodi punico, romano, bizantino, medievale.